# Pylaisiadelpha falcata
Pylaisiadelpha falcata là một loài Rêu trong họ Sematophyllaceae. Loài này được (Dozy & Molk.) W.R. Buck miêu tả khoa học đầu tiên năm 1984.